# Abigail (album)
Abigail je druhé album dánského metalového hudebníka King Diamonda. Je to jeho první konceptuální album a zároveň poslední, na kterém hrají Michael Denner a Timi Hansen. První skupinu opustil krátce před tour (na kterém ho nahradil Mike Moon a toho následně Pete Blakk). Druhý se skupinou zůstal až do nahrávání dalšího alba, kde ho však vystřídal Hal Patino.
Během nahrávání alba byla nahrána i skladba "Shrine", ta se však nakonec na původním albu neobjevila, protože textově nezapadala do příběhu. Vyšla jako bonus singlu "The Family Ghost".

## Příběh
Abigail je hororový příběh zasazený do léta roku 1845. Dva mladí lidé (Miriam Natias a Jonathan LaFey) přicházejí, aby se ubytovali ve svém domě (dědictví LaFeyovců). Na cestě je zastaví sedm jezdců pod vedením O'Braina, a ti je varují, aby se raději vrátili zpět, jinak se z "18 stane 9". Dvojice je neposlechne a do domu vstoupí. Brzy se tam začnou dít velmi zvláštní věci. Jonathanovi se zjeví duch hraběte de LaFey (jeho předek), který mu ukáže sarkofág s tělem Abigail a varuje ho, že aby zabránil jejímu znovunarození, musí zabít svou ženu. Příběh se retrospektivně vrátí do roku 1777, kdy 7. července hrabě zabije svou nevěrnou ženu. Na její dítě (narozené jako mrtvé embryo) uvalí kletbu a pojmenuje ho Abigail. Na druhý den je Miriam těhotná, ale toto těhotenství je ve skutečnosti posedlost. Jonathan si uvědomí, že duch i jezdci měli pravdu a rozhodne se jednat. Avšak Miriam ho shodí ze schodů a porodí Abigail, načež následně sama zemře. Jezdci přicházejí, aby Abigail znovu zničili.
Celý příběh vymyslel King sám, kromě jména a data 7. července 1777. Jistý fanoušek mu totiž poslal fotografie náhrobního kamene jistého děvčete, které zemřelo v tento den jako sedmileté. King tento údaj použil - jméno její Matky - Abigail.

## Seznam skladeb
Autorem všech textů je King Diamond, hudbu složil King Diamond, krom uvedených.
1. „Funeral“ - 1:30
2. „Arrival“ - 5:26
3. „A Mansion in Darkness“ (King Diamond a Andy LaRocque) - 4:34
4. „The Family Ghost“ - 4:06
5. „The 7th Day of July, 1777“ (King Diamond a Andy LaRocque) - 4:50
6. „Omens“ - 3:56
7. „The Possession“ (King Diamond a Michael Denner) - 3:26
8. „Abigail“ - 4:50
9. „Black Horsemen“ - 7:40

### Bonusové skladby z roku 1997
1. „Shrine“ - 4:23
2. „A Mansion in Darkness“ (King Diamond a Andy LaRocque) (rough mix) - 4:34
3. „The Family Ghost“ (rough mix) - 4:06
4. „The Possession“ (King Diamond a Michael Denner) (rough mix) - 3:26

## Sestava
- King Diamond – zpěv, produkce
- Andy LaRocque – kytara
- Michael Denner – kytara, další produkce
- Timi Hansen – baskytara
- Mikkey Dee – bicí, další produkce
- Roberto Falcao – režie, klávesy